# Saori@destiny
Saori@destiny, née le 10 juin, année inconnue, est une artiste japonaise d'électronica. 
Elle a été produite par Terukado Ōnishi, à l'époque où elle était artiste major (producteur de Aira Mitsuki). Elle a commencé sa carrière indépendante le 5 décembre 2007 avec la sortie du single My Boy. Depuis, elle a également sorti deux autres albums studio et deux mini-albums, nommés Japanese Chaos, Wow War Techno, World Wild 2010 et Domestic Domain.

## Biographie
Saori a commencé sa carrière musicale en tant qu'artiste de rue à Akihabara. Elle a signé chez D-topia Entertainment après avoir été repérée lors d'une audition et avoir rencontré le producteur Terukado à Kyoto. Elle a sorti deux CD en édition limitée, l'un contenant la chanson My Boy, qui était le thème du MMORPG Secret Online en décembre 2007. Peu de temps après, elle publie son premier single My Boy, qui atteint le top 7 du classement Oricon indies chart. Il s'ensuit la sortie d'un deuxième single intitulé Sakura (une reprise de Kyogo Kawaguchi) publié le 26 mars 2008 et qui officialise ses débuts en majeur. Son premier album, Japanese Chaos, est sorti le 19 novembre 2008. L'album contient Sakura, un nouveau mix vocal de My Boy et un remix denpa de Sayonara Revival, parmi d'autres nouvelles chansons.
Le troisième single de Saori, Wow War Techno, est sorti le 11 février 2009 en édition limitée CD et en téléchargement numérique. Le clip vidéo a été réalisé par Niconico en utilisant des extraits d'animés. Un mini-album de huit pistes, également appelé Wow War Techno, est sorti le 18 mars
En 2009, soucieux de dissocier Saori des idoles japonaises et de lui donner ainsi plus d'authenticité en tant que musicienne indépendante, son personnel a interdit pendant les concerts l'utilisation de wotagei, de bâtons lumineux et du Mix (chant appelé par le public lors de concerts d'idoles). Cet événement marque le passage de son statut d'idole à celle d'artiste underground.
Elle publie le single Ethnic Planet Survival (エスニック・プラネット・サバイバル, Esunikku Puranetto Sabaibaru) en édition limitée par le biais de Tower Records en janvier 2010 et un autre single en édition limitée intitulé « Lonely Lonely Lonely » avec HMV en février. Elle participe au projet UNICEF Happy Birthday For Children avec le groupe de hip-hop Riemann. Mic, enregistre une chanson intitulée Birthday Everyday et en publie une vidéo promotionnelle.
Ce qui a mené à la sortie de son deuxième album, World Wild 2010, qui est devenu l'album le plus vendu de Saori au cours de sa carrière, vendu à près de 1 000 exemplaires, qui atteint la 35e place du Oricon Chart quotidien et la 129e place Oricon Chart hebdomadaire. Il est également devenu disponible dans le monde entier via iTunes devenant ainsi le premier album de D-Topia, et de Saori@destiny, à être distribué dans le monde entier en distribution numérique.
Le dernier concert de Saori a eu lieu à Shibuya Glad le 1er avril 2012. Après cela et pendant 2 ans, elle n'eut aucune relation avec la musique, bien qu'elle ait fait des apparitions publiques au concert de rue de Curumi Chronicle, une idole d'Osaka qui fait de la techno-pop similaire au premières chansons de Saori.
Le 9 juillet, Saori revient sur scène sous le nom de Saoriiiii. Sa nouvelle identité commence avec sa première représentation annoncé pour le 15 septembre 2014. À partir de ce moment, elle devient indépendante d'un label.

## Style musical et influences
Elle écrit ses propres paroles, qui explorent fréquemment les peines sentimentales et la dépression. Elle explique en interview que pour écrire ses musiques, elle commence par écouter la mélodie et ensuite écrit les paroles basés sur ses propres sentiments. Tout comme sa partenaire de label Aira Mitsuki, elle utilise énormément l'Auto-Tune et les vocoders et ses musiques sont de temps en temps comparés au travail de Yasutaka Nakata. À partir de 2010, Saori@destiny est accompagné par deux claviers pendant ses concerts. Elle commence aussi à jouer du synthé ou de samplers pendant ses performances.
Pendant son temps à Akihabara, elle a interprété des musiques par AKB48, Hello!Project, et ses confrères 80 Pan.
Saori a travaillé avec la marque « anime, electro, fashion » Denpa !!!. Après son premier album, elle travaille aussi avec la marque de mode japonaise Galaxxxy. Son premier album, Japanese Chaos, présentait un remix Denpa fait par DJ Sharpnel, célèbre producteur de nerdcore et gabber. Elle s'est produite dans les soirées de Denpa !!!. Les photos promotionnelles et les pochettes pour « Ethnic Planet Survival » et « Lonely Lonely Lonely » ont été conçues par Galaxxxy.
Son album World Wild 2010 se distingue par sa vaste gamme de styles musicaux internationaux. Elle incorpore différents genres tels que le funk carioca brésilien et le funky kota ou funkot indonésien. Cet album est largement reconnu par les fans de funkot japonais comme le premier album de labels de majors sorti dans le pays incluant une piste funkot. Pour le mini-album « Domestic domain » dont les paroles sont inspirés du séisme de Tōhoku de 2011, elle utilise des styles tels que la soul, le R&B, le hip-hop et la danse tribale (la promotion de la sortie la surnommant la « Tribal Dance Queen ») et le turntablism.

## Discographie

### Albums
- 2008 : Japanese Chaos
- 2010 : World Wild 2010
- 2011 : Park of the Safari (album collaboration Aira Mitsuki×Saori@destiny)

### EPs
- 2009 : Wow War Techno
- 2011 : Domestic Domain
- 2015 : Thanks (en tant que Saoriiiii)
- 2016 : Nostalgy (en tant que Saoriiiii)
- 2018 : Tokyo Kunyan (en tant que Saoriiiii)

### Singles
- 2007 : My Boy (Décembre 2007, début de carrière indépendante avec DTJ)
- 2008 : Sakura (Début single en tant que major)
- 2009 : Wow War Techno (single numérique)
- 2010 : Ethnic Planet Survival (single édition limité)
- 2010 : Lonely Lonely Lonely (single édition limité)
- 2010 : Sympa / EZ Do Dance (location gratuite distribué dans la chaîne de magasins Tsutaya Records)
- 2014 : runaway? (en tants que Saoriiiii)
- 2014 : 3cm Distance (en tant que Saoriiiii)
- 2017 : freepass license (en tant que Saoriiiii)